# Massimo Rossi (politico)
Massimo Rossi (Fermo, 16 novembre 1957) è un politico italiano, già presidente della provincia di Ascoli Piceno dal giugno 2004 al giugno 2009.

## Biografia
Insegnante tecnico, è stato in gioventù un militante di Avanguardia Operaia. Successivamente è divenuto dirigente di Democrazia Proletaria, poi confluita in Rifondazione Comunista, di cui è stato tra i fondatori e massimi esponenti nelle Marche. Per l'Unione inquilini, è stato segretario regionale nelle Marche. Dopo anni di opposizione consiliare, ha svolto due mandati da sindaco a Grottammare tra il 1994 e il 2003.
Nel 1999 è stato candidato alle elezioni europee nella circoscrizione Italia centrale, senza risultare eletto. Relatore nel Forum sociale europeo di Firenze del 2002, è stato tra i fondatori della Rete del Nuovo Municipio e ha aderito fin dall'inizio al "Contratto mondiale per l'acqua". È stato membro del consiglio nazionale dell'Associazione Nazionale Comuni Italiani e della Conferenza Stato-Città, e vicepresidente dell'Unione province d'Italia.
In occasione delle elezioni amministrative del 2004 è stato eletto presidente della Provincia di Ascoli Piceno col 55,2% dei voti, in rappresentanza di una coalizione di centro-sinistra. Non viene confermato alle amministrative del 2009, quando, a seguito della spaccatura del centro-sinistra, si ferma al 20% dei voti senza accedere al ballottaggio; diviene tuttavia consigliere provinciale.
Nel febbraio 2010 viene annunciata la sua candidatura alla Presidenza della regione Marche dopo la rottura della coalizione di centro-sinistra per la Federazione della Sinistra (formazione che comprendeva Rifondazione Comunista, Comunisti Italiani, Socialismo 2000, Associazione 23 marzo "Lavoro-Solidarietà") e da Sinistra e Libertà: ottiene circa il 7% dei consensi.
Il 24 marzo 2011 viene eletto portavoce nazionale della Federazione della Sinistra. Nella primavera 2015 si candida sindaco di Fermo alla guida di una coalizione formata da due liste, L'Altra Fermo e Fermo Migliore, ottenendo il 15% dei consensi e conseguendo l'elezione a consigliere comunale.